# Rupert Neudeck

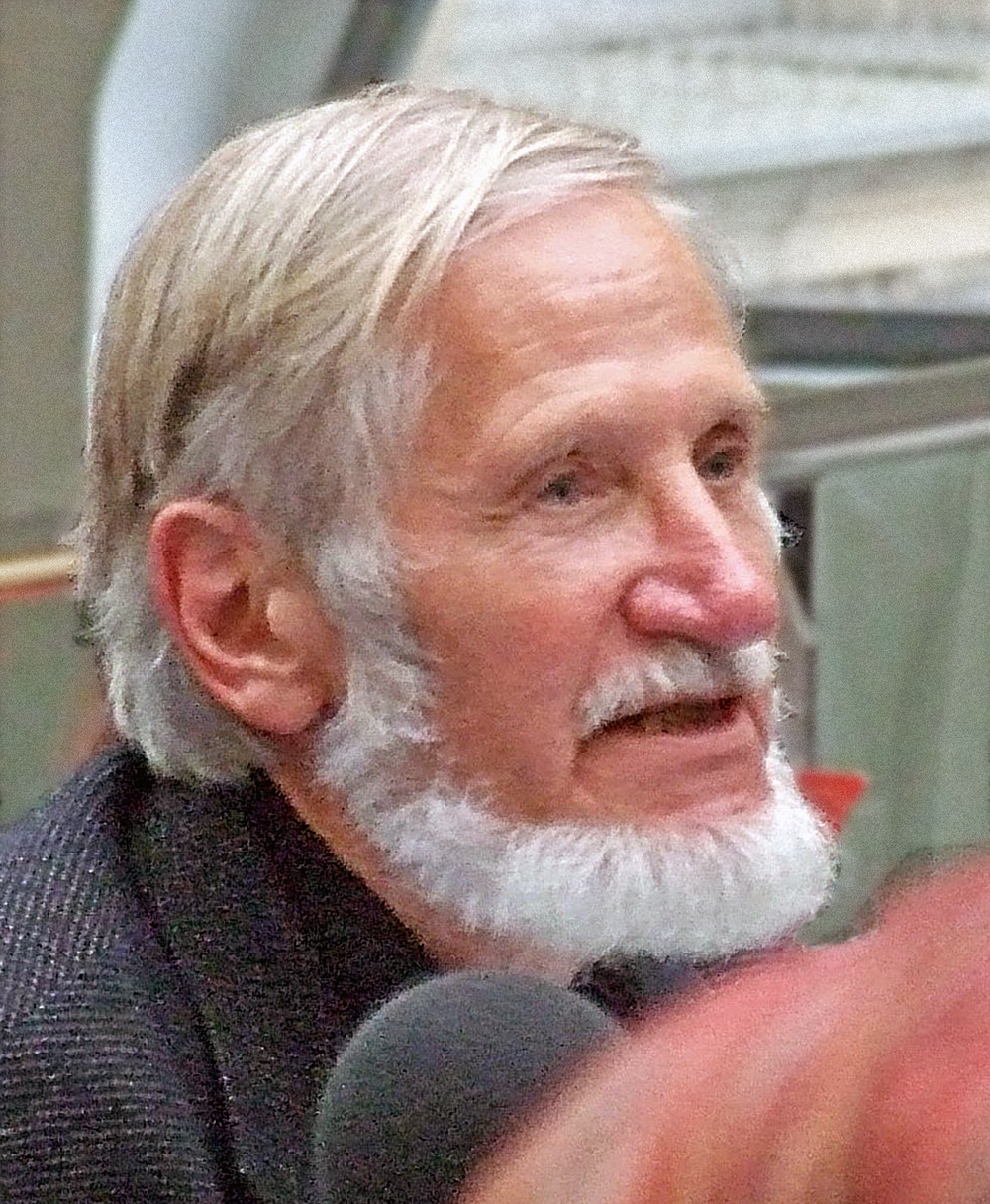
Rupert Neudeck

Rupert Neudeck ([ˈʀʊpɛʁt ˈnɔɪ̯dɛk]; 14 de mayo de 1939 - 31 de mayo de 2016) fue un periodista alemán, que se hizo célebre por su obra humanitaria, especialmente con los refugiados. Comenzó su carrera como un destacado corresponsal para el Deutschlandfunk, una radioemisora pública alemana. Más tarde, se centró en las personas que huían de conflictos bélicos. Se hizo conocido por ayudar a miles de refugiados vietnamitas a finales de los años setenta.  Neudeck ha recibido varios premios, incluyendo la Medalla Theodor Heuss, el Premio Bruno Kreisky por Servicios a los Derechos humanos, el Premio Erich Kaestner y el Premio Walter Dirks, y fue cofundador de las organizaciones humanitarias Cap Anamur y Cascos Verdes.

## Primeros años y educación
Neudeck nació en Danzig, entonces la Ciudad Libre de Danzig (actual Gdańsk, Polonia), y vivió en Danzig-Langfuhr (actual Wrzeszcz) hasta 1945. En los meses finales de la Segunda Guerra Mundial, cuando una gran cantidad de civiles alemanes estaban siendo evacuados desde Alemania Oriental, su familia recibió entradas para el barco Wilhelm Gustloff, el cual zarpó de Gdingen (actual Gdynia), el 31 de enero de 1945, y fue hundido por un submarino soviético causando grandes pérdidas humanas. Los Neudecks no llegaron a embarcar, lo cual probablemente salvó sus vidas.
Hizo varios estudios en la Alemania Occidental, tales como Derecho y teología católica. Neudeck decidió trabajar en el periodismo, primero como editor estudiantil en la Universidad de Münster, después de manera profesional para una radio católica. En 1977 se convirtió en corresponsal de la emisora Deutschlandfunk.

## Trabajo humanitario

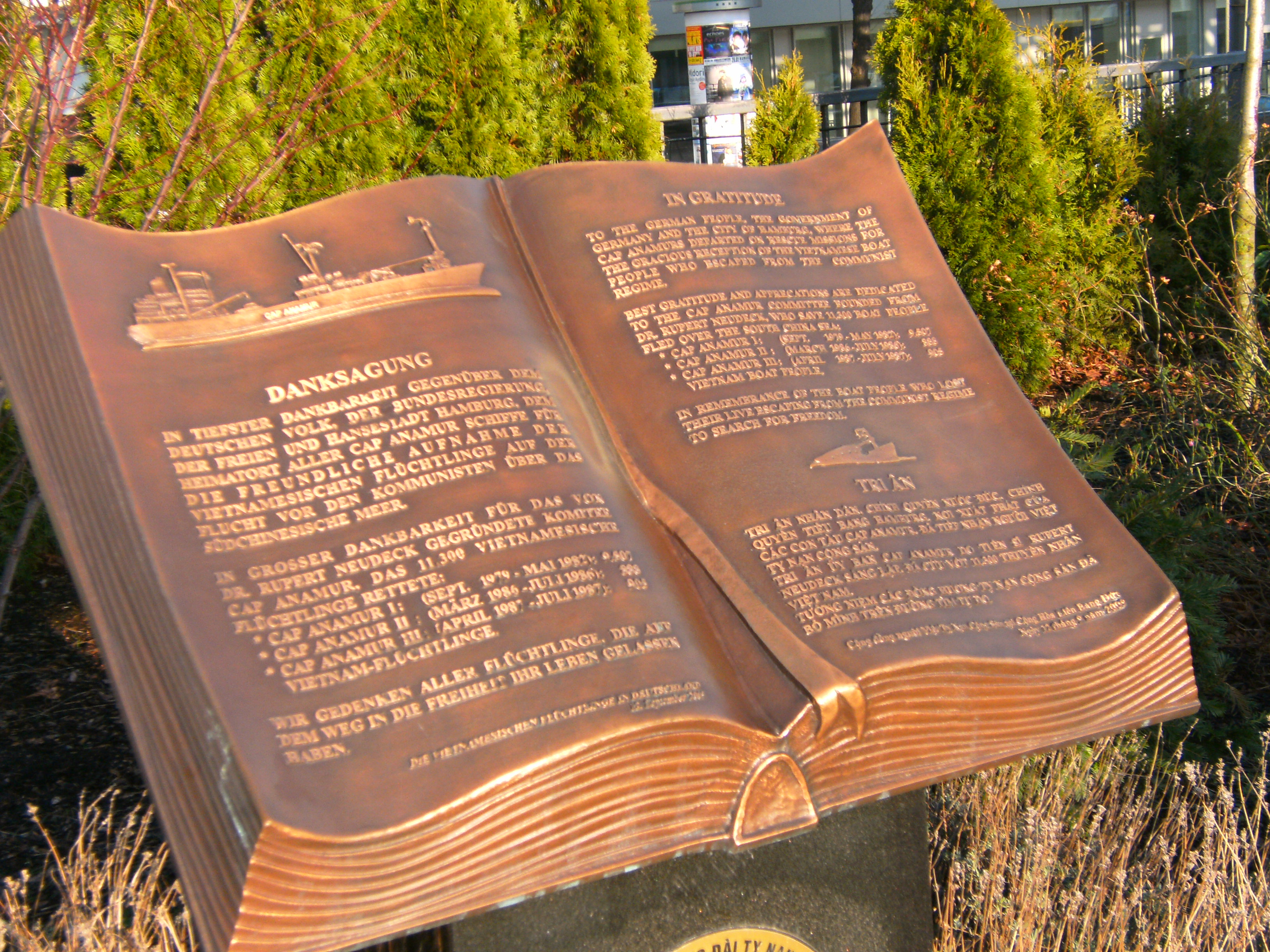
Monumento en Hamburgo, Alemania, al barco de refugiados vietnamitas, agradeciendo a la Gorra Anamur.

En 1979, Rupert Neudeck y su esposa Christel, junto con un grupo de amigos, formaron el comité "Un barco para Vietnam" y arrendaron el carguero comercial Cap Anamur para una misión de rescate en el Sudeste Asiático. La misión finalmente salvó a más de 10.000 vietnamitas que huían en botes de su país después de la guerra.
Tras las misiones del Cap Anamur, continuó su trabajo humanitario en varios otros proyectos de ayuda a los refugiados. La Asociación Cascos Verdes (Grünhelme), fundado en 2003, se dedica a reconstruir escuelas, pueblos y servicios médicos en regiones devastadas por la guerra, particularmente en los países islámicos. Recientemente, trabajó ayudando a refugiados sirios. Fue incluido en el Unsere Besten ("Nuestro Mejor"), una encuesta alemana similar a 100 Greatest Britons.
En 2005, Neudeck fue presentado en una entrevista en el show de entretención vietnamita París By Night 77, el cual conmemoraba el 30.º aniversario de la caída de Saigón y el trabajo del Comité Cap Anamur. Sus esfuerzos humanitarios continuaron hasta el momento de su muerte.  Recientemente asistió a la emigración de refugiados sirios y eritreanos a Alemania.

## Muerte
Neudeck murió el 31 de mayo de 2016 por complicaciones después de una cirugía del corazón, a los 77 años.